# Erkenntniskultur
Eine Erkenntniskultur oder epistemische Kultur ist eine Kultur, die Erkennensprozessen – Prozessen, die in beliebigen, bis dato wenig vertrauten Themengebieten vom Nichtwissen zum Wissen Übergänge ermöglichen – förderlich ist. In unterschiedlichen kulturellen Bereichen erfolgt die Förderung von Erkenntnis unter dem Einfluss unterschiedlicher kultureller Wirkfaktoren auf völlig unterschiedliche Art und Weise. Entsprechend sind in Erkenntniskulturen in unterschiedlichen kulturellen Bereichen Eigenheiten und besondere Modi des Vorgehens herausgearbeitet und entwickelt worden, durch die das Gelangen zu besonderen Erkenntnissen auf eigene Weise erfolgt. So können beispielsweise Kunst, Wissenschaft und Religion im weitesten Sinne als voneinander autonom sich methodisch entfaltende, separate Bereiche im Hinblick auf Erkenntnisgewinnung angesehen werden.

## Dialog der Kulturen
Im Zuge des sozialen Prozesses der Modernisierung, also „des Übergangs in die Moderne“, wurden verschiedene Bereiche der Kultur teilweise als untereinander unvereinbar, teilweise als voneinander entfremdet, nicht selten als wenig kohärent zueinander angesehen. Basierend auf der Initiative verschiedener Gelehrter, Künstler und Wissenschaftler werden zum Ziel des Dialogs zunehmend Symposien, Konferenzen und Begegnungen veranstaltet. Ausgehend von der Überzeugung einer möglichen Verbindung und Übereinkunft, soll gleichzeitig Pluralismus und Diversität gefördert und gestaltet werden.
Ähnliche Ansätze finden sich bereits bei dem Philosophen und Anthropologen Max Scheler in dessen Schrift „Die Formen des Wissens und die Bildung“ (1925).